# Paul Plasschaert
Paul André Joannes Marin  Plasschaert (Sint-Niklaas, 26 februari 1939) is een Belgisch ondernemer en bestuurder.

## Levensloop
Plasschaert is burgerlijk ingenieur van opleiding. In 1989 verwierf hij door middel van een managementbuy-out de controle over de bouwgroep Rogiers Bouwwerken Kruibeke (RBK) dat de bedrijven Roegiers uit Kruibeke, Depret uit Zeebrugge en TWT uit Andenne groepeerde. RBK werd later omgevormd tot Artes Group.
Begin 1997 volgde hij Petrus Thys op als voorzitter van het Nationaal Christelijk Middenstandsverbond (NCMV). In 1999 trad hij terug als voorzitter van de organisatie ten gevolge van zijn aanhouding op verdenking van prijsafspraken bij werken voor de Vlaamse Overheid.  Hij werd opgevolgd door Rik Jaeken. In september 2009 werd hij hiervoor schuldig bevonden door de correctionele rechtbank van Gent. Hij kreeg acht maanden gevangenisstraf met uitstel en een boete van 5000 euro opgelegd.
Op 22 mei 2017 werd hij benoemd tot commandeur in de Orde van Leopold II.